# Rafał Łoc
Rafał Łoc (ur. 27 września 1907, zm. 24 kwietnia 1996) – polski prawnik i dyplomata żydowskiego pochodzenia, konsul generalny w Tel Awiwie (1946–1949), działacz socjalistyczny.

## Życiorys
Syn Jakuba. Z wykształcenia był prawnikiem, w dwudziestoleciu międzywojennym pracował jako aplikant sądowy w Słonimie. Działał w socjalistycznych organizacjach żydowskich. 
Po II wojnie światowej zatrudniony w Ministerstwie Spraw Zagranicznych m.in. jako naczelnik Wydziału Krajów Bliskiego Wschodu (1945–1946). Od 1946 do 1949 pełnił obowiązki polskiego konsula generalnego w Tel Awiwie. W latach 1950–1953 pracował jako radca w Departamencie Prawno-Traktatowym MSZ, następnie był naczelnikiem Wydziału Prawa Dyplomatyczno-Konsularnego MSZ. W okresie pobytu w Polsce był przedmiotem inwigilacji przez MBP ze względu na przedwojenną przeszłość i pochodzenie, kontakty międzynarodowe oraz stosunki towarzyskie. 
Żonaty z żydowską pielęgniarką i uczestniczką radzieckiego ruchu oporu na Polesiu Fanny Sołomian-Łoc.

## Ordery i odznaczenia
- Złoty Krzyż Zasługi (19 lipca 1946)[2]